# Bryoptera infuscaria
Bryoptera infuscaria är en fjärilsart som beskrevs av Achille Guenée 1857. Bryoptera infuscaria ingår i släktet Bryoptera och familjen mätare. Inga underarter finns listade i Catalogue of Life.